# Чулинский
Чулинский — хутор в Новониколаевском районе Волгоградской области, в составе Новониколаевского городского поселения.
Население — 55 (2010) человек.

## История
Дата основания не установлена. Хутор входил в юрт станицы Котовской Хопёрского округа Земли Войска Донского (с 1870 — Область Войска Донского). Предположительно основан в середине XIX века. Первоначально известен как хутор Ново-Чулинский. Согласно Списку населённых мест Земли Войска Донского в 1859 года на хуторе Ново-Чулинском проживали 26 мужчин и 24 женщины.
Согласно переписи населения 1897 года на хуторе Чулинском проживали 159 мужчин и 146 женщины. Большинство населения было неграмотным: из них грамотных мужчин — 54, грамотных женщин — 1.
Согласно алфавитному списку населённых мест Области Войска Донского 1915 года земельный надел хутора составлял 1050 десятин, проживало 304 мужчины и 308 женщин, имелось хуторское правление и приходское училище. Хутор обслуживала Урюпинская почтово-телеграфная контора.
С 1928 года — в составе Новониколаевского района Хопёрского округа (упразднён в 1930 году) Нижне-Волжского края (с 1934 года — Сталинградского края, с 1936 года — Сталинградской области, с 1954 по 1957 год район входил в состав Балашовской области).

## География
Хутор находится в лесостепи, в пределах Хопёрско-Бузулукской равнины, являющейся южным окончанием Окско-Донской низменности, по правой стороне балки Чулинская (правый приток реки Кирхина). Центр хутора расположен на высоте около 130 метров над уровнем моря. Со всех сторон хутор окружён полями. Почвы — чернозёмы обыкновенные.
Географическое положение
По автомобильным дорогам расстояние до областного центра города Волгоград составляет 320 км, до Воронежа — 290 км. Ближайшая железнодорожная станция Алексиково расположена в районном центре.
Часовой пояс
Чулинский, как и вся Волгоградская область, находится в часовой зоне МСК (московское время). Смещение применяемого времени относительно UTC составляет +3:00.

## Население
Динамика численности населения по годам:
| 1859 | 1873 | 1897 | 1915 | 1987 |
| ---- | ---- | ---- | ---- | ---- |
| 50   | 183  | 305  | 612  | ≈130 |

| 2010 |
| ---- |
| 55   |

## Инфраструктура
Личное подсобное хозяйство.

## Транспорт
К хутору имеется просёлочная автодорога от рабочего посёлка Новониколаевский (8 км).